# 遠藤隆太
遠藤 隆太（えんどう りゅうた、1984年2月25日 - ）埼玉県出身、チーズfilm所属

## 出演
(この節の主な出典)

### 映画
- 「爽子の衝動」（2025年公開予定、戸田彬弘監督）[5]
- 「ぶぶ漬けどうどす」（2025年、冨永昌敬監督）[6]
- 「悪魔がはらわたでいけにえで私」（2024年、宇賀那健一監督）- ソウタ 役[7]
- 「白鍵と黒鍵の間に」（2023年、冨永昌敬監督）- 遠藤 役
- 「#マンホール」(2023年、熊切和嘉監督）- 矢野 役
- 「おーい！どんちゃん」（2022年、沖田修一監督）- 主演：郡司洋一郎 役
- 「往訪」(2022年、宇賀那健一監督）- ソウタ 役
- 「乾いた鉢」(2022年、宇賀那健一監督）- 西川一馬 役
- 「犬も食わねどチャーリーは笑う」(2022年市井昌秀監督）- 社員 役
- 「神は見返りを求める」(2022年、吉田恵輔監督）- 動画撮影者の声
- 「空白」（2021年、吉田恵輔監督）- 弁当屋の男 役
- 「親鳥よ、静かに泣け」（2021年、三浦克己監督）- 三上健一郎 役
- 「おらおらでひとりいぐも」（2020年、沖田修一監督）- 反対 役
- 「お嬢ちゃん」（2019年、二ノ宮隆太郎監督）- 遠藤 役
- 「ワールズエンドファンクラブ」（2019年、平波亘監督）- 遠野 役
- 「ピンカートンに会いに行く」（2018年、坂下雄一郎監督）- 山下 役
- 「貴美子のまち」（2018年、芦澤麻有子監督）- 健二 役
- 「東京ウィンドオーケストラ」（2017年、坂下雄一郎監督）- 中田健吾 役
- 「ぼくらのご飯は明日で待っている」（2017年、市井昌秀監督）- カメラマン 役
- 「恋人たち」（2015年、橋口亮輔監督）- 上野の売人 役
- 「6月〜June〜」（2014年、今泉力哉監督）- 主演：武 役

### テレビドラマ
2023年NHK「デフ・ヴォイス 法廷の手話通訳士」前編 検察官 役 
2023年TX「とりあえずカンパイしませんか?」第4話 居酒屋店員 役 
2023年EX「相棒 season21」第19話
2022年NHK「岸辺露伴は動かない」第7話 配達員 役 
2022年MBS/TBS/dTV/Netflix「闇金サイハラさん」債務者 役 
2022年WOWOW「両刃の斧」第2話 反抗的な男 役 
2022年CX「純愛ディソナンス」第8話.9話 情報屋 役 
2022年TX「ザ・タクシー飯店」第5話 常連客 役 
2020年EX「妖怪シェアハウス」借金取り 役
2015年WOWOW「十月十日の進化論」駅員 役
2002年HTBスペシャルドラマ「幸せハッピー」 山岸典文 役
- 風のふく島 第12話（2025年3月29日、テレビ東京） - 佐藤 役[8]

### 舞台
- 本多劇場「幕末太陽傳」（2015年）
- ONE OR 8「ゼブラ」（2015年）
- 世田谷パブリックシアター「往転〜オウテン〜」（2011年）
- 財団、江本純子「日本全国奇形鍋」（2011年）
- グリング「jam」 （2009年）
- グリング「吸血鬼」（2009年）
- グリング「『ピース-短編集のような・・・」（2008年）
- グリング「ヒトガタ」（2007年）

### MV
しなの椰恵「葬いの詩」（2019年、山田佳奈監督）

### CM
- エステWAM「授業参観編」沖田修一監督　英語教師 役

### リンク
チーズfilm https://www.cheese-film.co.jp/